# Kang Yu-Jeong
Kang Yu-Jeong (2 de agosto de 1996) es una deportista surcoreana que compite en judo. Ganó dos medallas de bronce en el Campeonato Asiático de Judo en los años 2015 y 2017.

## Palmarés internacional
| Campeonato Asiático | Campeonato Asiático | Campeonato Asiático | Campeonato Asiático |
| Año                 | Lugar               | Medalla             | Categoría           |
| ------------------- | ------------------- | ------------------- | ------------------- |
| 2015                | Kuwait (Kuwait)     | Medalla de bronce   | –48 kg              |
| 2017                | Hong Kong (China)   | Medalla de bronce   | –48 kg              |